# Eriophorum vaginatum
Eriophorum vaginatum es una especie de planta herbácea de la familia de las ciperáceas. Es nativo de los suelos húmedos y ácidos de la zona holártica. 

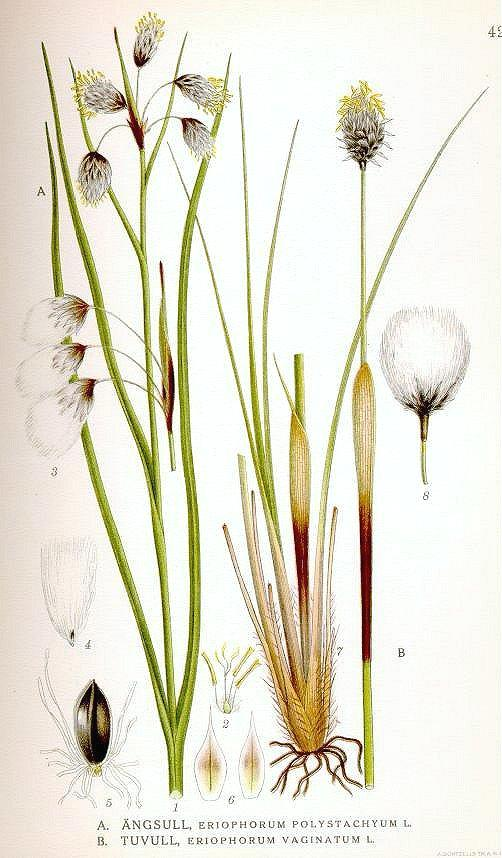
Ilustración

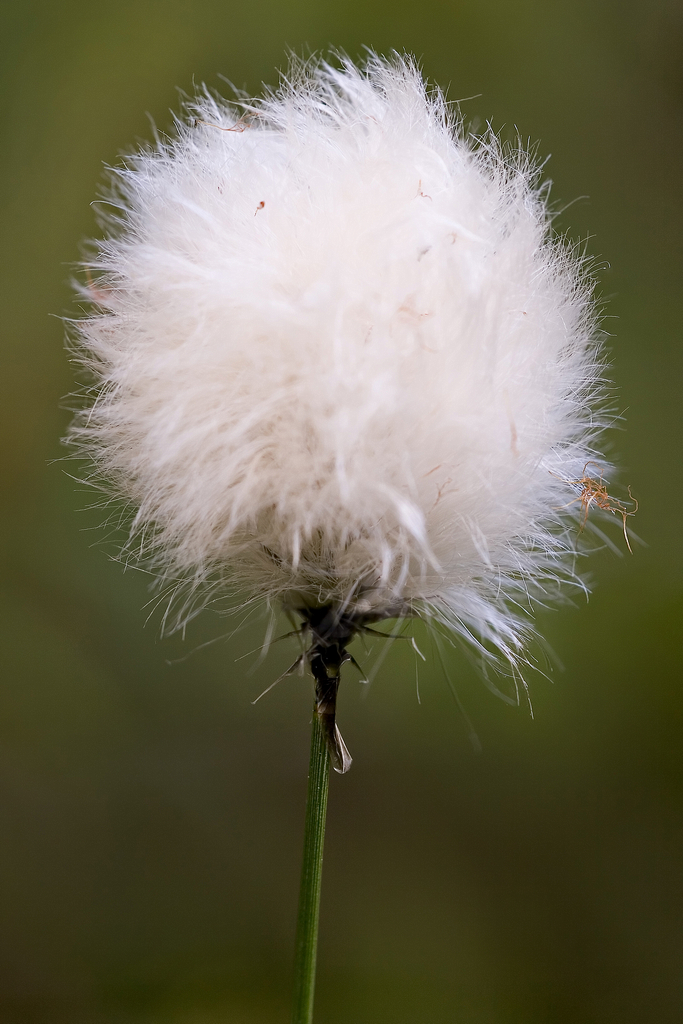
Detalle

## Descripción
E. vaginatum alcanza un tamaño de 30-60 cm de alto como matorral. La inflorescencia es un denso penacho en la cima con solitarias, erectas y densas espiguillas. Es rizomatosa, con hojas generalmente más largas que el tallo, y el fruto es un aquenio. Cada tussok comprende  300-600 macollos, que contiene dos o tres hojas en forma de aguja. La densidad de los macollos en una mata depende tanto del diámetro del tussock (la densidad de tallos disminuye a medida que aumenta el diámetro del mechón) y la invasión por musgos y arbustos, factores que también influyen en el tamaño de tallos y la robustez de producción de vástagos.

## Distribución y hábitat
El tussok ártico del ecosistema de la tundra se caracteriza por el predominio de las especies de Eriophorum, en particular E. vaginatum. Esta especie tiene una distribución circumboreal y se pueden encontrar a lo largo de las islas británicas (excepto en el sureste), las tundras de turba de Asia y América del Norte y las zonas forestales subárticas de Canadá y Siberia occidental.

## Taxonomía
Eriophorum vaginatum fue descrita por  Carlos Linneo y publicado en Species Plantarum 1: 52. 1753.
Etimología
Eriophorum: nombre genérico que deriva del griego antiguo Erióphorum = que produce lana o algodón –gr. érion, -ou n. = lana, algodón; gr. phorós, -ón = que lleva en sí, que produce. Por el aspecto algodonoso de las infrutescencias, al estar cada perianto formado por un anillo denso de cerdas acrescentes y muy blancas.
vaginatum: epíteto latíno que significa "con una vaina"
Sinonimia
- Eriophorum caespitosum Host
- Eriophorum caespitosum var. humilius E.Mey.
- Eriophorum callithrix Lange
- Eriophorum callitrix var. erubescens Fernald
- Eriophorum fauriei E.G.Camus
- Eriophorum scabridum Ohwi
- Eriophorum spissum Fernald
- Eriophorum spissum var. erubescens (Fernald) Fernald
- Linagrostis vaginata (L.) Scop.
- Plumaria vaginata (L.) Bubani
- Scirpus fauriei (E.G.Camus) T.Koyama
- Scirpus fauriei subsp. vaginatus T. Koyama
- Scirpus vaginatus (L.) Salisb.[7][8]